# الدوري النرويجي لكرة اليد للسيدات
الدوري النرويجي لكرة اليد للسيدات هو دوري احترافي لأندية كرة اليد للسيدات في النرويج تأسس في سنة 1968 تلعب فيه 12 فريقا. يتم تنظيمه من قبل الاتحاد النرويجي لكرة اليد.

## وصلات خارجية
- الموقع الرسمي